# Ядзевич Нійоле Мечиславівна
Нійоле Мечиславівна Ядзевич (рос. Нийоле Мечиславовна Ядзевич), у шлюбі Добичина (нар. 25 березня 1971, Вільнюс, Литовська РСР) — російська футболістка литовського походження, нападниця. Виступала за калузькі клуби «Калужанка» та «Анненкі».

## Життєпис
Народилася 25 березня 1971 року у Вільнюсі.
1991 року одружилася, змінивши прізвище з Ядзевич на Добичину. З 2000 року знову виступала під дошлюбним прізвищем Ядзевич.
У 2018 році брала участь у Кубку губернатора Калузької області з лижних перегонів.
Нині тренерка МКУ «Спортивна школа Дзержинського району», де працює з дівчатками-футболістками.
Є сестра Олена.

## Кар'єра гравчині
1987 року розпочала кар'єру у вільнюському «Жальгірісі».
1989 року перейшла до вільнюської «Рути».
З 1991 року виступала за «Калужанку».
- 22 липня 1991 року відзначилася 100-м голом «Калужанки» у ворота «Командора» (Фрязіно) (рахунок 5:0).
- 14 серпня 1995 року відзначилася 200-м голом «Калужанки» у ворота «Ідель» (Уфа) (рахунок 5:0).

1992 року дебютувала у збірній Росії.

## Досягнення
Командні
- У 2001 році у складі збірної Росії з футзалу (AMF) стала чемпіонкою Європи

- Чемпіонат Росії
  -  Бронзовий призер (1): 1994

Особисті
- Найкращий бомбардир «Калужанки» (Калуга):
  - за весь час виступів — 49 м'ячів
  - за сезон (1992, перша ліга) — 23 м'ячі

- За підсумками сезонів входила до списку «33 найкращі футболістки чемпіонату Росії» (2): 1992, 1994
- У складі збірної Росії брала участь у перших двох матчах (вдома та в гостях) стадії 1/4 фіналу (найвище досягнення збірної Росії) чемпіонату Європи 1993 року